# Lorenzo Teves

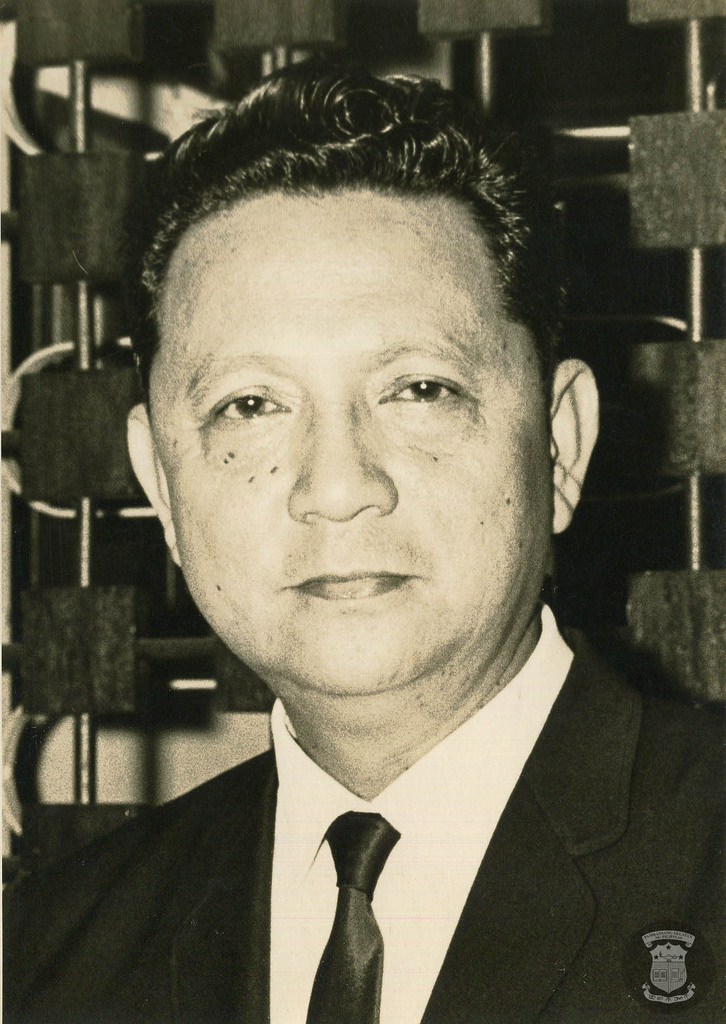
Lorenzo Teves omstreeks 1965

Lorenzo G. Teves (Valencia, 29 april 1918 - 17 oktober 1996) was een Filipijns politicus. Teves was van 1945 tot 1946 (militair) gouverneur van Negros Oriental. Van 1946 tot 1949 en van 1953 tot 1969 was hij lid van het Filipijns Huis van Afgevaardigden. Aansluitend was Teves van 1969 tot 1972 lid van de Senaat van de Filipijnen. Van 1978 tot 1987 was Teves opnieuw gouverneur van de provincie Negros Oriental.

## Biografie
Lorenzo Teves werd geboren op 29 april 1918 in Valencia in de Filipijnse provincie Negros Oriental. Hij was de tweede zoon van Margerito Teves en Francisca Guivelondo. Na het voltooien van de Negros Oriental High School in 1936, studeerde hij aan de Silliman University. Tijdens zijn studententijd werd Teves op 21-jarige leeftijd met het meeste aantal stemmen gekozen in de stadsraad van Dumaguete. Ook was hij president van de studentenraad van Silliman en hoofdredacteur van de Sillimanian. In 1938 behaalde hij een Associate of Arts-diploma. Na de Tweede Wereldoorlog voltooide hij in 1946 een bachelor-opleiding rechten en slaagde hij in hetzelfde jaar tevens voor het toelatingsexamen van de Filipijnse balie.
Tijdens de oorlog onderbrak Teves zijn studie. Hij diende als 3e luitenant in USAFFE. Nadien ontsnapte hij uit Japanse gevangenschap. Hij was actief voor de guerrillabeweging in Negros en werd in 1944 bevorderd tot kapitein. Na de oorlog werd onderscheiden met een Legioen van Eer, met de rang officier. Na de herovering van Negros door de Amerikanen, was tevens van 1945 tot 1946 militair gouverneur van de provincie Negros Oriental, totdat het civiele bestuur weer was hersteld.
Na de oorlog werd Teves bij de Filipijnse verkiezingen van 1946 namens het 1e kiesdistrict van Negros Oriental gekozen tot lid van het Filipijns Huis van Afgevaardigden. Hij was op dat moment een van de jongste leden van het huis. In 1949 werd hij niet herkozen, waarna hij zich enkele jaren concentreerde op zijn advocatenpraktijk. In 1953, 1957, 1961 en 1965 werd telkens weer met succes namens het 1e kiesdistrict van Negros Oriental gekozen in het Huis. In zijn tweede termijn was Teves onder meer voorzitter van de commissie voor intern bestuur en privileges. In zijn derde termijn was hij voorzitter van de commissie voor landbouw. In zijn vierde termijn was Teves assistent Majority Floor Leader. In zijn laatste termijn in het huis was hij onder meer voorzitter van de committee on appropriations.
Bij de verkiezingen van 1967 werd Teves gekozen in de Senaat van de Filipijnen en in 1971 werd hij herkozen. Zijn tweede termijn als senator kwam vroegtijdig ten einde toen de Senaat in 1972 werd opgeheven nadat president Ferdinand Marcos de staat van beleg uitriep. In 1978 werd hij door president Marcos benoemd tot gouverneur van Negros Oriental, waarna hij in 1979 werd gekozen voor deze positie. Hij bleef gouverneur tot hij bij de eerste verkiezingen na de EDSA-revolutie, die in 1987 werden georganiseerd, werd opgevolgd door zijn broer Herminio Teves.
Teves overleed in 1996. Hij was getrouwd met Evelina Jalandoni en kreeg met haar acht kinderen. Zijn broer Herminio Teves was ook politicus.